# Neurona artificial
Las neuronas artificiales son microchips que pretenden imitar las funciones de las neuronas biológicas. Esta tecnología se está investigando y desarrollando actualmente y se pretende que dentro de unos años se pueda empezar a utilizar en los ámbitos de salud. Gracias a las neuronas artificiales se pueden crear redes neuronales artificiales (RNA).
Este tipo de neuronas artificiales responden a señales eléctricas que emite nuestro sistema nervioso de la misma manera que lo haría una neurona real biológica.

## Funcionamiento
La neurona artificial recibe una o más entradas (que representan potenciales postsinápticos excitadores y potenciales postsinápticos inhibidores en las dendritas neuronales) y las suma para producir una salida (o activación, que representa el potencial de acción de una neurona que se transmite a lo largo de su axón). Normalmente, cada entrada se pesa por separado y la suma se transmite a través de una función no lineal conocida como función de activación o función de transferencia. Las funciones de transferencia suelen tener una forma sigmoide, pero también pueden adoptar la forma de otras funciones no lineales, funciones lineales a trozos o funciones de paso. A menudo también son monótonamente crecientes, continuos, diferenciables y acotados.
La función de umbral ha inspirado la construcción de puertas lógicas denominadas lógicas de umbral; aplicable a la construcción de circuitos lógicos similares al procesamiento cerebral. Por ejemplo, los dispositivos nuevos como los Memristors se han utilizado ampliamente para desarrollar esta lógica en los últimos tiempos. La función de transferencia de neuronas artificiales no debe confundirse con la función de transferencia de un sistema lineal.

## Investigaciones
El primer equipo de investigadores en desarrollar efectivamente neuronas artificiales, ha sido un equipo de la Universidad de Bath (Inglaterra) junto con investigadores de las universidades de Bristol, Auckland (Nueva Zelanda) y Zúrich (Suiza).
Este grupo de investigadores descubrió el punto clave que les permitió desarrollar esta tecnología. Se dieron cuenta de que las respuestas de las neuronas a los estímulos del sistema nervioso son no lineales. Esto significa que la respuesta de las neuronas no es necesariamente proporcional a los estímulos eléctricos del sistema nervioso.

## Posibles aplicaciones

### Salud
El avance de esta tecnología puede significar un antes y un después en los tratamientos de enfermedades como el Alzheimer, ya que se podrían reemplazar las conexiones neurológicas afectadas por estos microchips.
Otra aplicación que pueden tener en un futuro las neuronas artificiales es en las personas con insuficiencia cardíaca. Esta enfermedad se produce debido a que las neuronas del cerebro no interpretan correctamente las órdenes del corazón, problema que se podría resolver con la ayuda de neuronas artificiales.